# Mustafa Reşit Akçay
Mustafa Reşit Akçay (Trebisonda, 12 dicembre 1958) è un allenatore di calcio turco.

## Palmarès

### Allenatore

#### Competizioni nazionali
- TFF 3. Lig: 1

Pazarspor: 2004-2005
- TFF 2. Lig: 1

Ofspor: 2007-2008
- Supercoppa di Turchia: 1

Konyaspor: 2017